# Asperger Straße 48

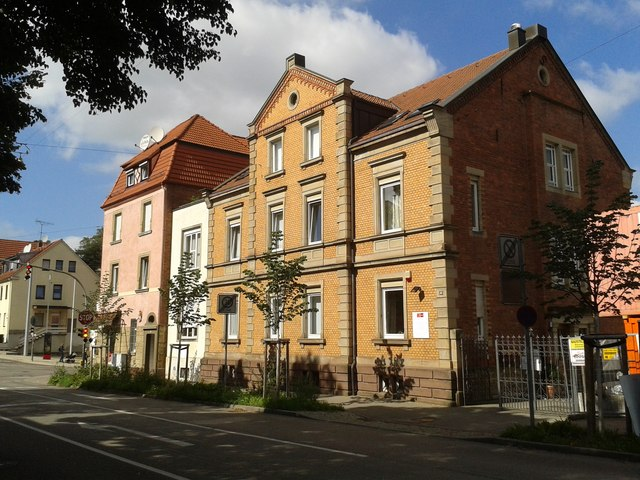
Haus Asperger Straße 48 in Ludwigsburg

Das Gebäude Asperger Straße 48 in Ludwigsburg, einer Stadt im nördlichen Baden-Württemberg, wurde 1888 errichtet. Das Wohnhaus ist ein geschütztes Kulturdenkmal.
Der zweigeschossige Backsteinbau mit zeittypischer Werksteingliederung wurde nach Plänen von Heinrich Dobler errichtet. Die Straßenfront besitzt einen Giebelrisalit, der Eingang des Hauses ist an der Ostseite.